# Walter Dalrymple Maitland Bell
Walter Dalrymple Maitland Bell, mer känd som W.D.M. Bell eller Karamojo Bell, född 1880 i Skottland, död 1951 i Skottland, var en berömd storviltjägare och författare.
Av äventyrslusta anmälde sig Bell som frivillig till ett kanadensiskt kavalleriförband som skulle sättas in i andra boerkriget. Under striderna blev hans häst skjuten och han själv tillfångatagen av boerna. Han lyckades dock fly och återvände till de engelska linjerna. Efter kriget stannade han i Afrika och började livnära sig på jakt.
I början av förra seklet var det gott om stora elefanter i Afrika och priset på elfenben var högt. Infödingarnas möjlighet att döda dessa djur var ytterst begränsad och det fanns därför en möjlighet för vita jägare att leva gott av elefantjakt.
Bell fick sitt tillnamn av att han i början av sin karriär, 1902-1907, jagade i Karamojo i nordöstra Uganda, ett område som då fortfarande betraktades som outforskat. Även i fortsättningen jagade han främst på savannerna i centrala Afrika, men även i östra och västra Afrika.
Flertalet av sina 1 011 elefanter sköt han med ett gevär tillverkat av John Rigby & Company i kaliber .275 Rigby (också känd som 7x57mm), men han använde även med framgång gevär i kalibrarna .303 British, .318 Westley Richards samt en Mannlicher-Schönauer i kaliber 6,5x54 MS.
Bell var en utmärkt skytt och hans jaktteknik gick ut på att välja ut en elefanttjur med stora betar, placera sig i lämplig position och skjuta ett skott mot hjärnan från ganska långt avstånd. Hans träffsäkerhet var omvittnad och i 60 till 80 % av fallen räckte det med ett skott. Ofta satt han på en medhavd plattform för att kunna se över det höga elefantgräset. Han använde uteslutande helmantlad ammunition och skröt ibland med att aldrig hade en halvmantlad kula smutsat loppet på hans Rigby. ("The barrel of my .275 Rigby has never been polluted by a softnosed bullet!")
Under första världskriget tjänstgjorde han som pilot, först i Tanganyika men senare även i Frankrike och i Grekland. Han dekorerades två gånger.
Under andra världskriget deltog han med sin lustjakt i Operation Dynamo.